# Ploubalay
Ploubalay korábbi község Franciaországban, Côtes-d’Armor megyében. Lakosainak száma 3249 fő (2018. január 1.). Ploubalay Créhen, Lancieux, Languenan, Pleslin-Trigavou, Plessix-Balisson, Trégon, Tréméreuc, Saint-Briac-sur-Mer és Pleurtuit községekkel határos.
2017. január 1-jén Plessix-Balisson és Trégon korábbi községgel egyesült és az így létrejött Beaussais-sur-Mer új község része lett.

## Népesség
A település népességének változása:
| Lakosok száma | 3014 | 3130 | 3594 | 3202 | 3249 |
|               | 2013 | 2015 | 2016 | 2017 | 2018 |